# 赞子河
赞子河，位于中华人民共和国辽宁省大连市普兰店区的一条河流，发源于星台街道葡萄沟村吴姑古城大口子山，南流至莲山街道高瓦房社区转东南流，至星台街道刁家社区二圣庙转南流，经徐大屯社区、皮口街道新台村、赞子河社区等地，最后于龙王庙村注入黄海。河流全长31千米，流域面积210平方千米，河道平均比降2.07‰，年均径流量0.525亿立方米。赞子河中下游地势平坦，土地肥沃，以种植水稻、玉米、蔬菜为主，河口有较大规模的海产养殖。